# Rupert Jee
Rupert Jee, född 16 juli 1956 i New York, blev rikskändis i USA sedan han 1993 öppnat en delikatessaffär, Hello Deli, längs samma gata i New York där The Late Show with David Letterman spelas in. Han blev upptäckt i ett segment i showen som heter Meet The Neighbors. Han har sedan dess varit med i många olika sketcher och påhitt, där de flesta går ut på att störa oskyldiga och intet ont anande människor på gator och inne i butiker. Inslagen brukar gå ut på att Jee har en dold kamera på sig och en snäcka i örat där Letterman berättar vad Jee ska göra och säga. Segmentet kallas Fun with Rupert.